# Rue Mabillon
Pour les articles homonymes, voir Mabillon.
La rue Mabillon est une voie du 6e arrondissement de Paris, en France.

## Situation et accès
La rue Mabillon est une voie publique située dans le 6e arrondissement de Paris. Elle débute au 13, rue du Four et se termine au 30, rue Saint-Sulpice. Elle longe le marché Saint-Germain.
Du côté des numéros pairs, au niveau des nos 6, 8 et 10, la rue présente un renfoncement avec un niveau de sol en contrebas d'environ 3 mètres par rapport à celui de la chaussée de la rue. Ces maisons matérialisent la bordure de l'ancien préau de la foire Saint-Germain, foire aujourd'hui disparue.

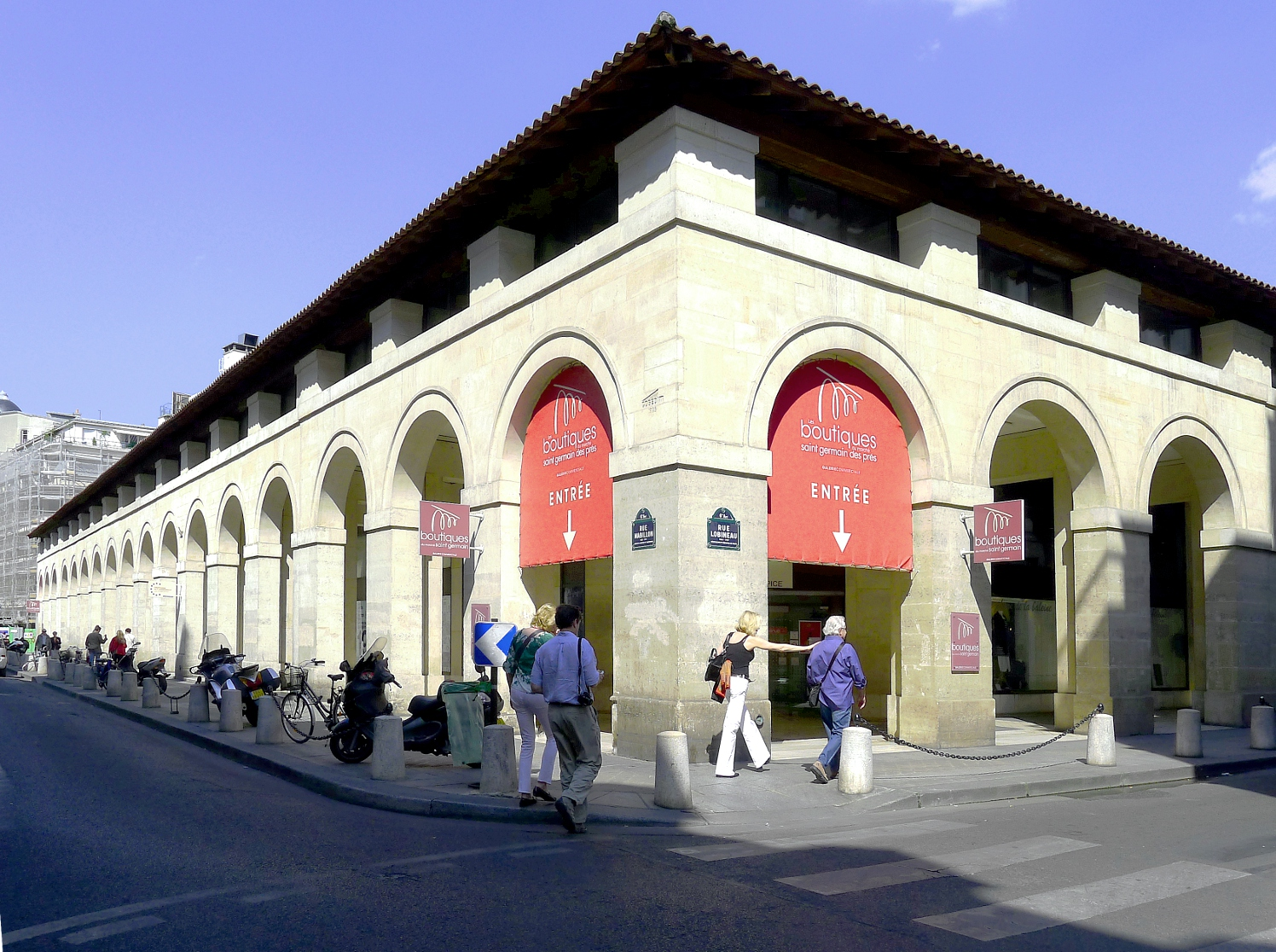
Le marché Saint-Germain à l'angle des rues Mabillon et Lobineau.
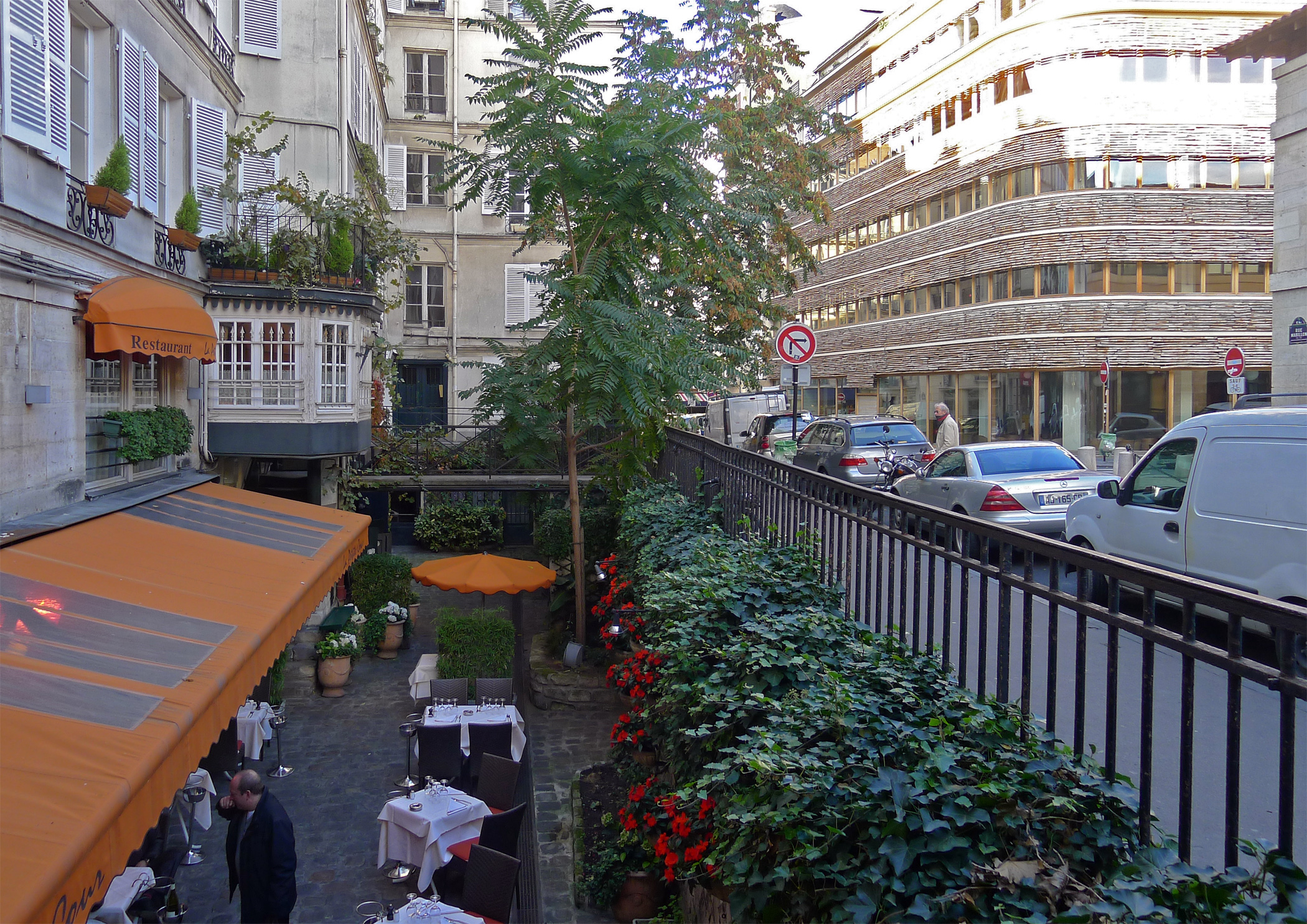
Au niveau du no 8.
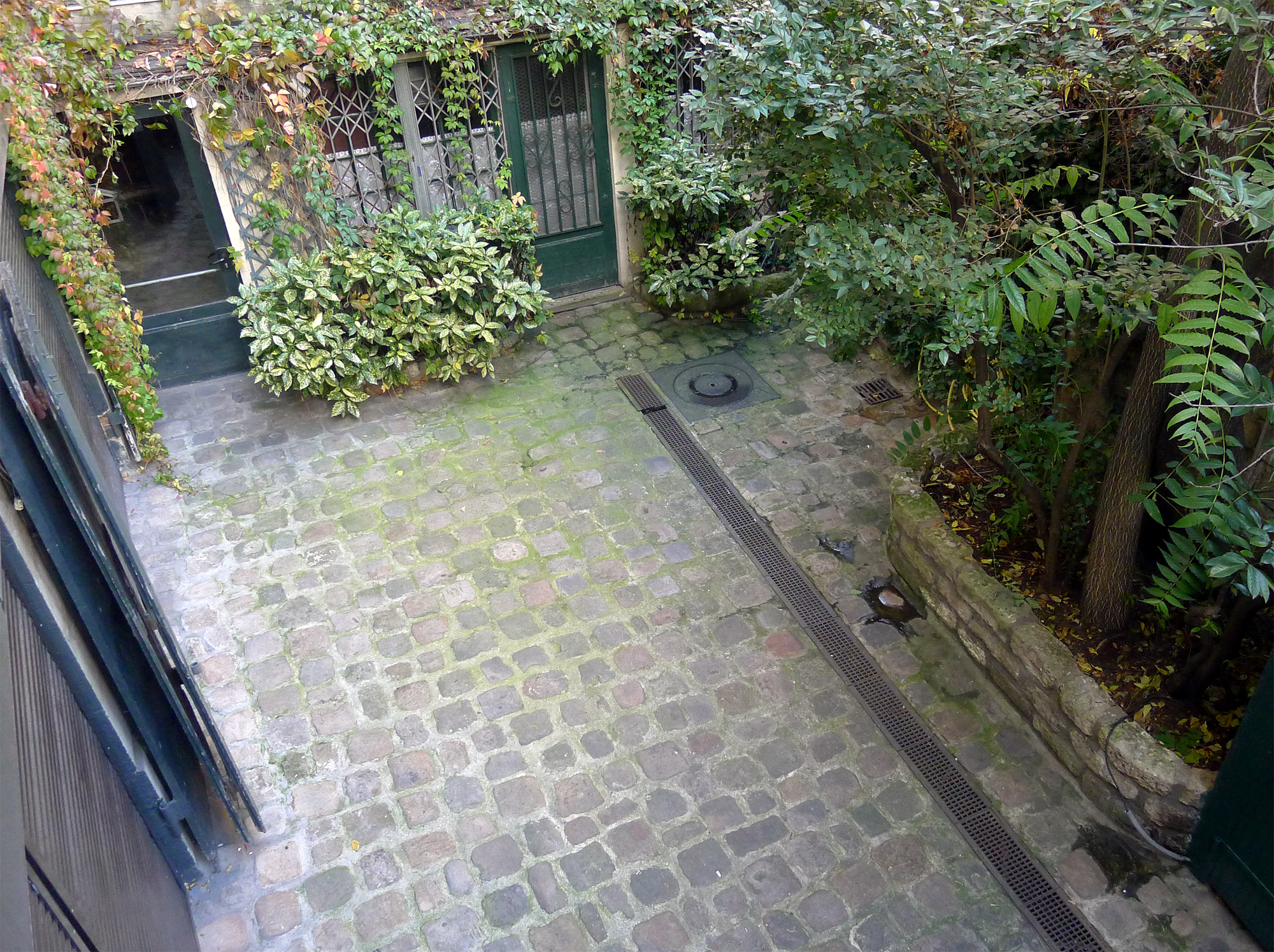
Le niveau du no 6, en contrebas de la rue.

## Origine du nom
La rue doit son nom à Dom Jean Mabillon (1632-1707), moine bénédictin et érudit, membre de l'abbaye de Saint-Germain-des-Prés de Paris où il est enterré.

## Historique
Ouverte en 1817, entre les rues Clément et Saint-Sulpice, la partie située entre la rue Clément et la rue du Four a été formée sur l'emplacement d'un passage conduisant à la foire Saint-Germain et date de 1854. On l'appelait alors « rue de la Foire ».

## Bâtiments remarquables et lieux de mémoire
- À l'angle avec la rue Saint-Sulpice se trouvait le cimetière des Aveugles.
- No 2 : l'écrivain Roland Dorgelès y vit de 1960 à 1973 ; une plaque lui rend hommage.
- No 10 : musée-librairie du compagnonnage.

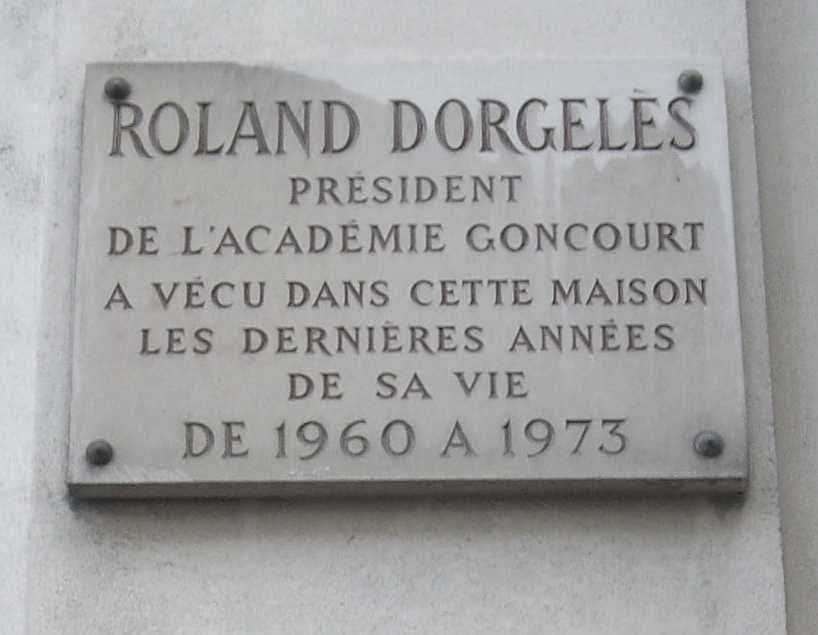
Plaque au no 2.